# بيتر رايت (أكاديمي)
بيتر رايت (بالإنجليزية: Angus Wright)‏ هو أكاديمي أمريكي، ولد في 1945.